# Steve de Shazer
Steve de Shazer (Milwaukee, 25 de junio de 1940 - Viena, 11 de septiembre de 2005) fue un trabajador social y psicoterapeuta pionero en el campo de la terapia familiar. Fue el creador de la terapia breve centrada en soluciones. En 1978, fundó el Centro de Terapia Breve Familiar (BFTC) en Milwaukee, Wisconsin, con su esposa Insoo Kim Berg.
Su forma de evaluar esta totalmente sesgada por una intención clara de favorecer aquellas condiciones que faciliten el cambio, debido a lo cual durante la entrevista emplean el menor tiempo posible en conocer el síntoma y las circunstancias que lo rodean. Por el contrario, el énfasis recae en averiguar cuáles son las situaciones en que la conducta problemática no aparece o es controlada por los clientes, es decir, cuales son las excepciones de la misma. 
La terapia breve es dinámica y flexible, en donde se identifican los problemas y la gama de posibles soluciones; de igual forma, se analizan los intentos de solución pasados, para fijar metas y alcances del tratamiento y diseñar las intervenciones adecuadas a cada caso. Esto convierte al proceso de terapia en un esquema totalmente interactivo en donde se complementan las dos partes expertas: el experto en técnicas de terapia breve  y la persona experta en su problemática. 
Escribió seis libros significativos, traducidos a 14 idiomas, numerosos artículos y conferencias a nivel internacional.
De Shazer fue instruido inicialmente como músico clásico y trabajó como saxofonista de jazz. Recibió una licenciatura en Bellas Artes y una Maestría en Trabajo Social de la Universidad de Wisconsin-Milwaukee. Él nunca estudió en el Mental Research Institute de Palo Alto, California, a pesar de que algunos rumores lo refieren. Fue amigo de toda la vida de John Weakland, otro de los fundadores de la psicoterapia breve y sistémico-familiar, al que consideraba su mentor.
De Shazer murió en Viena en una gira de capacitación y consultoría por Europa.

## Obras selectas
- de Shazer, Steve (1982). Patterns of Brief Family Therapy: An Ecosystemic Approach. New York, NY: The Guilford Press. ISBN 0-89862-038-4.
- de Shazer, Steve (1984). «The death of resistance». Family Process 23: I 1-17.
- de Shazer, Steve (1985). Keys to Solution in Brief Therapy. New York, NY: W W Norton & Company. ISBN 0-393-70004-6., W W Norton page
- de Shazer, Steve (1988). Clues: Investigating Solutions in Brief Therapy. New York, NY: W W. Norton & Company. ISBN 0-393-70054-2., W W Norton page
- de Shazer, Steve (1991). Putting Difference to Work. New York, NY: W W Norton & Co Inc. ISBN 0-393-70110-7.
- de Shazer, Steve (1994). Words Were Originally Magic. New York, NY: W W Norton & Company. ISBN 0-393-70170-0., W W Norton page
- de Shazer, Steve (2005). More than Miracles: The State of the Art of Solution-focused Therapy. Binghamton, NY: Haworth Press. ISBN 0-7890-3398-4.